# Breonia macrocarpa
Breonia macrocarpa là một loài thực vật có hoa trong họ Thiến thảo. Loài này được Homolle mô tả khoa học đầu tiên năm 1937.